# Wingtech Technology

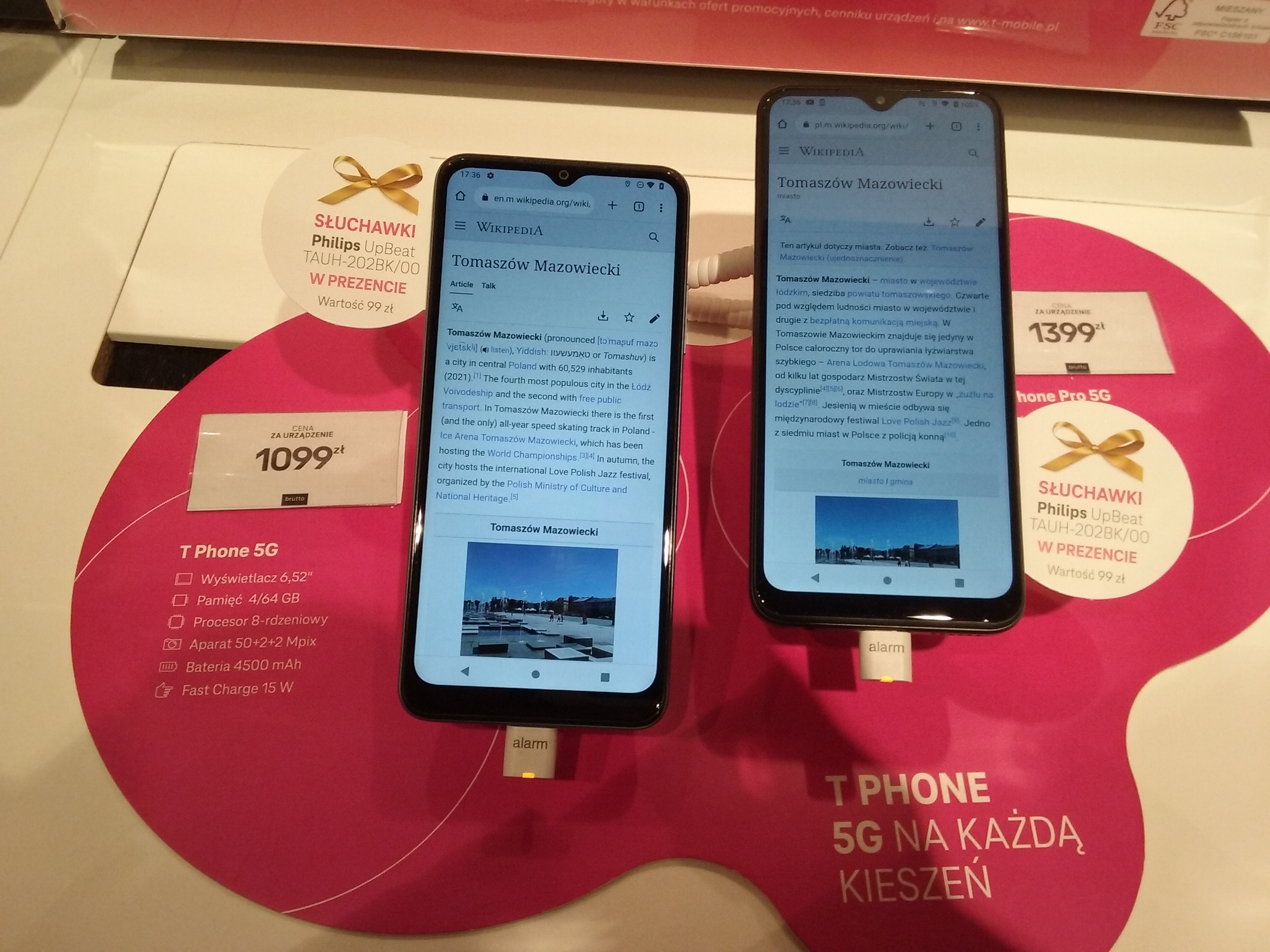
T Phone 5G i T Phone Pro 5G produkowane przez Wingtech (polska dystrybucja)

Wingtech Technology – chińskie przedsiębiorstwo z branży elektroniki telekomunikacyjnej.
Według Datenny, holenderskiej organizacji badawczej analizującej rynek nowych technologii w Azji, 30% akcji Wingtechu należy do rządu chińskiego przez spółki nadzorowane przez SASAC.
W 2022 roku Wingtech zatrudniał około 25 tysięcy pracowników, a jego majątek szacowany był na 18 miliardów dolarów.

## Historia
Firma powstała w 11 stycznia 1993 roku. Obecnie zajmuje się produkcją smartfonów i innych urządzeń elektronicznych z obszaru telekomunikacji. 
W latach 2020. przedsiębiorstwo zaczęło być aktywne na rynku półprzewodników. W Europie Wingtech jest właścicielem holenderskiej fabryki półprzewodników Nexperia należącej wcześniej do Philipsa. Przez Nexperię w 2021 roku zakupił największą brytyjską fabrykę chipów Newport Wafer Fab. W następnym roku rząd brytyjski nakazał Nexperii sprzedać przynajmniej 86% akcji brytyjskiego przedsiębiorstwa, powołując się na National Security and Investment Act.
Od 2020 roku Wingtech stał się globalnym dostawcą sieci T-Mobile. Z fabryk Wingtechu pochodzą smartfony sprzedawane pod marką operatorską. W Europie są to dwa modele smartfonów T Phone 5G i T Phone Pro 5G, zaś w USA sześć generacji telefonów z linii T-Mobile REVVL.

### Sankcje USA
W grudniu 2024 Wingtech został dodany do Entity List przez USA.